# سفارت بریتانیا در تل‌آویو
سفارت بریتانیا در تل‌آویو (به لاتین: Embassy of the United Kingdom) یک منطقهٔ مسکونی و نمایندگی سیاسی این کشور در اسرائیل است که در تل‌آویو واقع شده‌است.